# سهم الماء خيطي الشكل
سهمية خيطية الشكل[بحاجة لمصدر] (الاسم العلمي:Sagittaria filiformis) هي نوع من النباتات يتبع جنس السهمية من الفصيلة المزمارية.